# 9204 Mörike
A 9204 Mörike (ideiglenes jelöléssel 1994 PZ1) a Naprendszer kisbolygóövében található aszteroida. Freimut Börngen fedezte fel 1994. augusztus 4-én.
Nevét Eduard Mörike (1804 – 1875) német költő után kapta.